# Vladas Numavičius
Vladas Numavičius (* 18. März 1974 in Šilalė) ist ein litauischer Unternehmer, Vorstandsmitglied des größten litauischen Konzerns "Vilniaus prekyba", Mitglied von "VP dešimtukas", einer der reichsten Litauer (2006, Magazin Veidas). Sein Vermögen wird auf 480 Mio. Litas geschätzt.

## Leben
Nerijus Numavičius wuchs in Šilagalys bei Panevėžys auf. Als sein Vater Vladislovas Numavičius eine neue Arbeit in der Rajongemeinde Panevėžys fand, zog sich die Familie aus Niederlitauen aus. Der Vater arbeitete im  “Aušros”-Kolchos als Chauffeur. Die Mutter Irena Numavičienė, ehemalige Lehrerin, war eine Hausfrau.
Mit Brüdern Julius Numavičius, Nerijus Numavičius und Nerijus-Freunden Medizinern (Žilvinas Marcinkevičius, Mindaugas Marcinkevičius, Gintaras Marcinkevičius, Mindaugas Bagdonavičius, Ignas Staškevičius, Renatas Vaitkevičius) gründete er 1992 das erste Unternehmen, kaufte den Handelsladen (für alkoholische Getränke) in Vilnius und entwickelte die Tätigkeit später privatisierten Unternehmen. Er war Mitgründer des Konzerns VP Grupė, über das heute die litauische Handelskette Maxima LT (früher „VP Market“) verwaltet wird.
Vladas hat 24,6 % Aktien von "VP". Ab 2009 leitete er das Immobilienunternehmen „Entrita“. Er ist Inhaber von UAB „Eva Grupe“.